# Pincher Creek
Pincher Creek är en ort i Kanada.   Den ligger i provinsen Alberta, i den södra delen av landet, 2 900 km väster om huvudstaden Ottawa. Pincher Creek ligger 1 151 meter över havet och antalet invånare är 3 855. Pincher Creek Airport ligger nära orten.
Terrängen runt Pincher Creek är lite kuperad. Trakten runt Pincher Creek är nära nog obefolkad, med mindre än två invånare per kvadratkilometer.. Pincher Creek är det största samhället i trakten.
Trakten runt Pincher Creek består till största delen av jordbruksmark.